# Cumulopuntia iturbicola
Cumulopuntia iturbicola es una especie de planta suculenta perteneciente al género Cumulopuntia, dentro de la familia Cactaceae. Es endémica del noroeste de Argentina (concretamente de la provincia argentina de Jujuy). 

## Descripción
Cumulopuntia iturbicola es una especie de cactus de crecimiento bajo que a menudo se ramifica lateralmente y forma cojines o montículos densos. Es muy parecida a Cumulopuntia rossiana. 

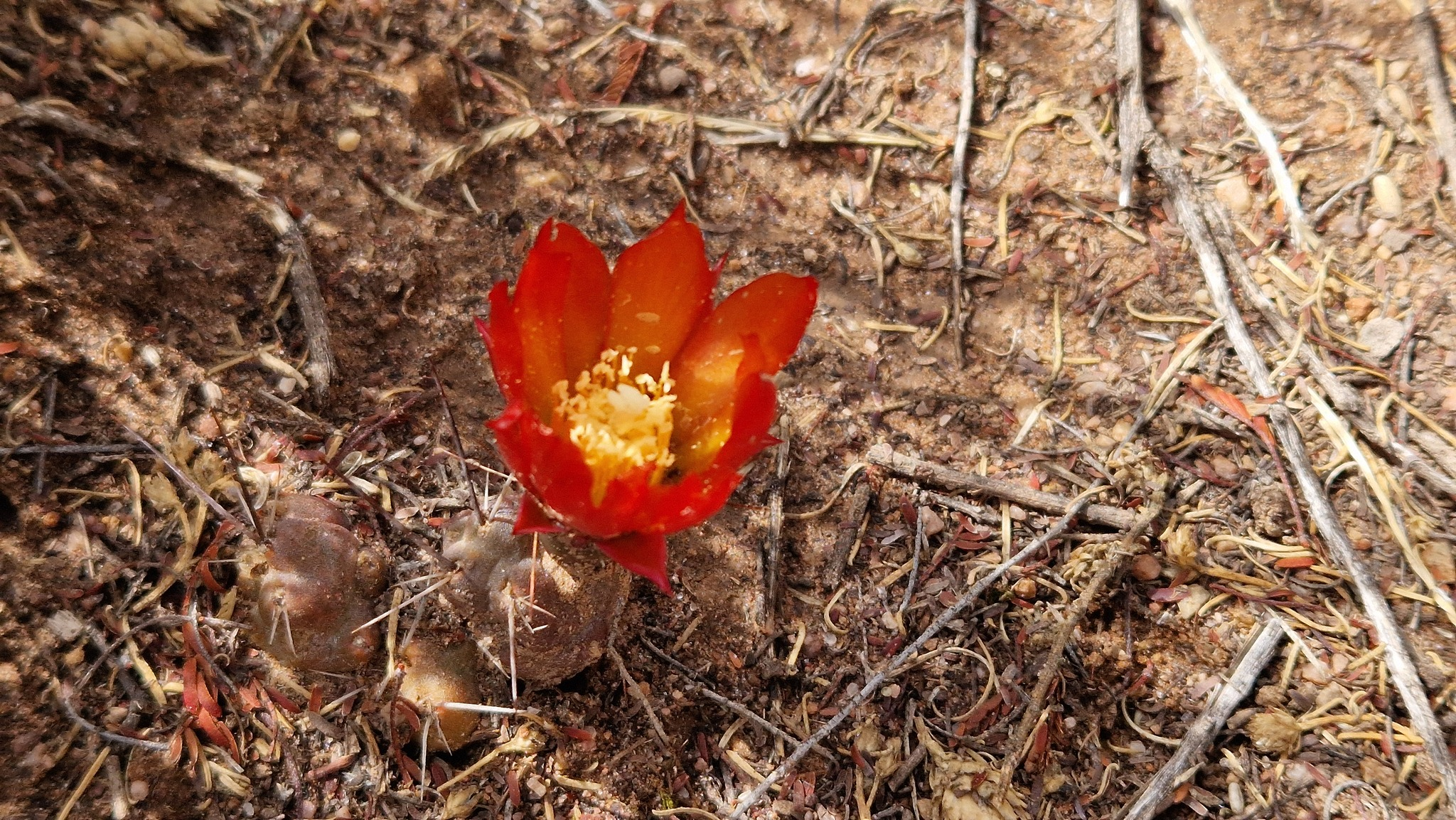
Planta en flor

Las tallos son articulados y están formados por segmentos de forma esférica u ovalada, sin costillas. Son regordetes y tienen hojas diminutas que se caen prematuramente. Sobre los tallos se asientan areolas que se agrupan hacia el ápice. Presentan gloquidios, pelos y espinas largas en las areolas superiores.

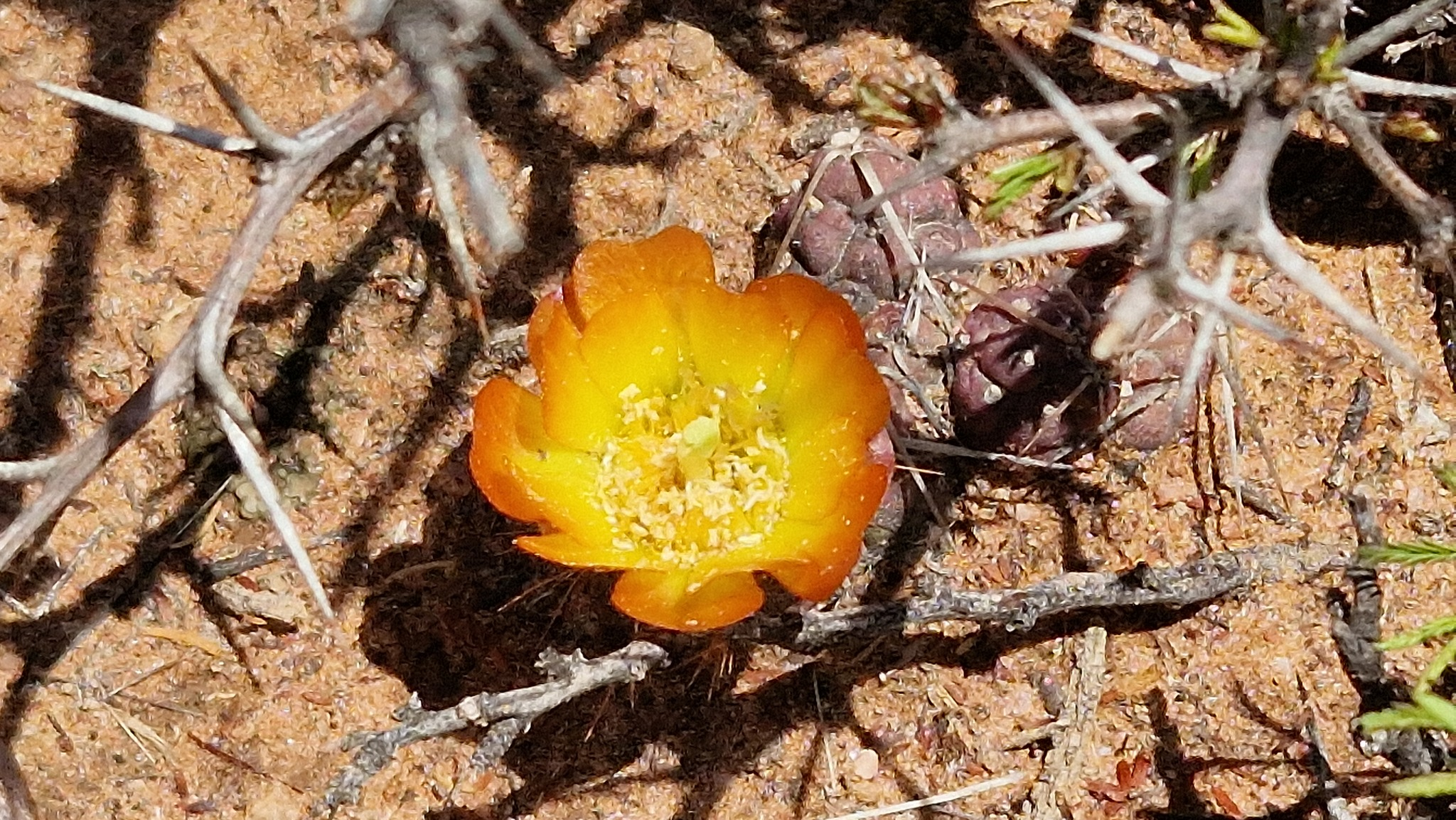
Detalle de la flor

Las flores pueden ser de color amarillo a cobre o naranja-rojo y se cierran por la noche. Los frutos son alargados, con las paredes gruesas y carnosas.

## Distribución y hábitat

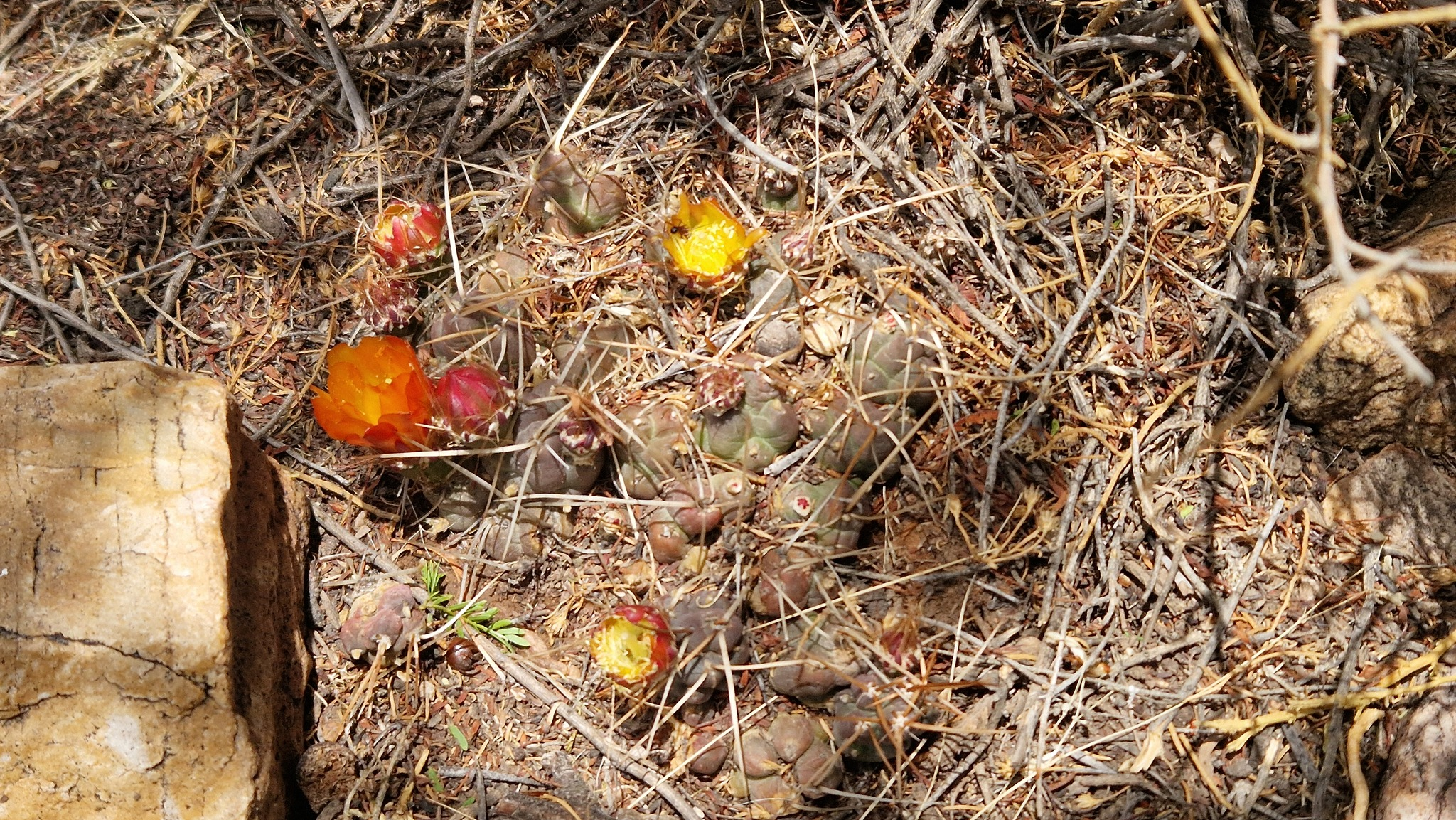
Planta en su hábitat

El área de distribución nativa de esta especie es Argentina (concretamente en la provincia argentina de Jujuy) y crece principalmente en biomas desérticos o de matorral seco, a altitudes de unos 3000 a 3400 metros.

## Taxonomía
Cumulopuntia iturbicola fue descrita por el botánico británico Graham Charles George Argent y publicada por primera vez en la revista científica Cactaceae Systematics Initiatives 25: 12, en 2011.
Etimología
- Cumulopuntia: nombre genérico formado por dos palabras: el sustantivo latino cumulus (que significa 'cúmulo', 'montón' o 'masa amontonada') y el género Opuntia, (con el que el género tiene similitudes), haciendo referencia al crecimiento de la planta en forma de montones de tallos apilados.[3]
- iturbicola: epíteto específico que deriva de la localización geográfica de Iturbe (provincia argentina de Jujuy) y la palabra latina cŏla (que significa 'habitante'), haciendo referencia a la presencia de la especie en esa zona geográfica.[4]

## Usos
Se cultiva principalmente como planta ornamental y su propagación se realiza a través de esquejes o semillas.